# Sollentuna tingsrätt
Sollentuna tingsrätt var en tingsrätt i Sverige med kansli i Sollentuna kommun. Tingsrättens domsaga omfattade vid upplösningen Järfälla, Sigtuna, Sollentuna, Upplands-Bro och Upplands Väsbys kommuner.  Tingsrätten och dess domsaga ingick i domkretsen för Svea hovrätt. Tingsrätten och dess domsaga uppgick 2007 i Attunda tingsrätt och domsaga.

## Administrativ historik
1977 bildades denna tingsrätt i Sollentuna kommun av delar av de då upplösta Sollentuna och Färentuna tingsrätt och Stockholms läns västra tingsrätt. Domkretsen bestod 1977 av kommunerna Sigtuna, Sollentuna och Upplands-Väsby. 
1 juli 2000 upphörde Jakobsbergs tingsrätt och från dess domsaga tillfördes då till denna domsaga Järfälla kommun och Upplands-Bro kommun.
Som tingshus användes Haga tingshus till 1982 då den flyttade till Sollentuna.
Den 1 april 2007 upphörde Sollentuna tingsrätt och domsaga upplöstes och uppgick i Attunda domsaga.

## Lagmän
- 1977-1980: Arend Nordin
- 1980-1987: Lars-Olov Hillerudh
- 1987-2002: Harald Rangnitt
- 2003-2007: Erik Ternert tillförordnad